# Minoria activa
Una minoria activa o minoria actuant és la funció d'un grup social minoritari que intenta visualitzar un problema o propagar una solució social a través d'influenciar per l'educació o per l'exemple a la resta dels seus congèneres en un entorn donat o dins d'una organització més gran. És un concepte d'origen anarquista, que intenta explicar el rol dels activistes i les seues associacions en els entorns socials en què es desenvolupen.

## Funcionament
La minoria activa té com a objecte posicionar un tema en l'opinió pública, per mitjà del contagi o imitació, per a traure a la població de la indiferència i aconseguir que es definisquen respecte a un tema, d'açò esdevé el seu èxit o el seu fracàs.
Està conformada per experts en certs temes, per organitzadors preparats i per simpatitzants que practiquen la política prefigurativa (espais o experiències autònomes) a l'interior de la seua pròpia associació, per a motivar un procés de multiplicació d'interessats i de ser possible generar i entrenar altres minories actuants. I així, en conjunt construir un canvi social, influenciant-los i no dirigint-los.

## Origen
Dins de l'anarquisme el concepte sorgix en contradicció absoluta al concepte d'avantguarda dirigent i de partit únic del marxisme, col·locant en el seu lloc la minoria activa que estaria formada per clubs anarquistes, siguen aquestes organitzacions específiques i/o grups d'afinitat.
| «                    | Cal abandonar la teoria de la "avantguarda dirigent" per a adoptar la teoria més simple i honrada de la minoria actuant que exercix el paper d'un ferment permanent, que impulsa a l'acció sense pretendre dirigir-la. | » |
| — Daniel Cohn-Bendit | |   |

Posteriorment diversos moviments no específicament partidistes van adoptar l'estratègia que pot veure's manifestada en organitzacions no governamentals o en els think tanks.